# Richard Kemp
Richard Justin Kemp, CBE, född april 1959, är en numera pensionerad brittisk arméöverste som tjänstgjort i både Kuwaitkriget och Kriget i Afghanistan. I den senare konflikten tjänstgjorde han som befälhavare över de brittiska styrkorna, innan han 2006 drog sig tillbaka från armén. 2007, då han inte längre var i aktiv tjänst, skrev han en bok om Royal Anglian Regiments operationer i Helmand, Attack State Red, som blev en bästsäljare två veckor efter utgivning.
Under sin tjänstgöringstid deltog han i FN-operationerna i Bosnien och på Cypern, samt i ett antal omgångar på Nordirland. Under Kuwaitkriget ledde han 7 Pansarbrigadens taktiska högkvarter.